# Линза Кумахова
Линза Кумахова (оптика Кумахова) — сложная многоканальная система, позволяющая поворачивать рентгеновские лучи на нужный градус и фокусировать рентгеновское излучение. Линза предназначена для транспортировки и управления рентгеновским, гамма- и нейтронным излучением, фокусировки, монохроматизации, а также фильтрации энергии. Открытие в области Рентгеновской оптики, сделано профессором, д. ф.-м. н. Мурадином Кумаховым в 1984 году. До изобретения Линзы Кумахова классическая физика утверждала, что рентгеновским излучением управлять невозможно.

## Принцип действия
Рентгеновский луч, проходя через разные среды, практически не изменяет и не отклоняется от своего первоначального направления, так как коэффициент его преломления близок к единице. Благодаря Линзе Кумахова, рентгеновский луч многократно отражался от внутренних стенок узкого канала и выходил уже в другом направлении. Благодаря многоканальности, рентгеновский луч удалось сфокусировать, направив его в несколько тысяч разно изогнутых каналов, каждый из которых направлял луч по определённой траектории и на выходе давал фокусное пятно в несколько микрон. В зависимости от задач, линзы могут иметь различный диаметр и длину от 1 до 3 см.
В одном квадратном сантиметре может быть и до ста тысяч каналов различной конфигурации, например круглые или гексагональные.
Кумахов утверждал, что в качестве аналога кристаллической решётки, образующей систему каналов в кристаллах, использовались капилляры, расположенные по отношению к источнику излучения под таким углом, чтобы каждый из них захватывал определённую порцию фотонов. «И я показал на практике, что при определённом соотношении радиуса кривизны капилляра, его диаметра и угла падения рентгеновских фотонов, эти фотоны можно поворачивать, —объясняет автор открытия. — Такой прием был предложен впервые в мире».
Капилляры, изготовленные из обычного боросиликатного стекла, основной элемент устройства. Если рассматривать на примере одной линзы, то их не менее двух тысяч — полых трубочек диаметром два миллиметра и длиной около метра похожих на веретенообразное тело с поперечными держателями. При помощи данной линзы можно «увидеть» внутреннюю структуру практически любого объекта. При этом разрешение наблюдаемой «картинки» будет примерно в сто раз выше, чем у любого современного рентгеновского аппарата при двадцатикратно меньшей дозе облучения. Линза позволяет фокусировать луч настолько, что можно печатать субмикронные чипы, для производства микросхем — супер компьютеров.

## Применение
Линза Кумахова обеспечивает принципиально новое качество структурного анализа белков и других веществ, а в медицине — возможность создать новые поколения рентгеновского диагностического оборудования, способного, обнаруживать раковые опухоли на самых ранних стадиях развития, и уничтожать их предварительно пропитав опухоль боросодержащей жидкостью, и это при возможно самой низкой дозе облучения.
Благодаря линзам Кумахова, мощность источников снижается на 2-3 порядка, размеры и масса самих приборов уменьшаются, появляется возможность работать на мощностях порядка 1Вт, а радиационный фон практически равен естественному, что упрощает получение разрешения СЭС. В России на основе данной линзы разработали рентгено-флуоресцентный микроанализатор «Фокус», с помощью которого проводится структурный анализ как самих веществ, так и их следов, например следы пороха на одежде и коже стрелявшего или взрывчатых веществ на одежде террористов. Так же этот прибор используют в крупнейших банках для определения подлинности банкнот и содержания примесей в слитках драгметаллов.
Линзы Кумахова используются и в других областях: экология (окружающая среда, вода, воздух); биотехнологии; нанотехнологии, наноиндустрия (анализ пор, нанопленок и наночастиц, многослойных структур, шероховатости, плоскостности и т. д.); фармацевтика (фазовый и элементный состав лекарств, создание лекарств в линии).
Впервые рентгеновский микроанализатор с линзой Кумахова был предложен в начале 90-х годов 20 века Институтом рентгеновской оптики.

## Международная значимость открытия
Эксперименты, проведенные на ускорителях США и Европы, показали, что линзы и полулинзы Кумахова обеспечивают плотность энергетического потока, равную потоку ускорителя среднего поколения. Линзы Кумахова позволяют создать сфокусированный пучок, диаметром порядка нескольких микрон. Капиллярная оптика Кумахова — это самая эффективная оптика, которая легко сочетается с традиционными рентгеновскими трубками, имеющими анод конечного размера.
Многие современные рентгеновские флуоресцентные спектрометры используют рентгеновские трубки с линзой Кумахова для создания пучка возбуждающего излучения.

## Скандал
Патент на линзу был зарегистрирован на компанию X-Ray Optical Systems, сооснователем которой являлся Кумахов. В 2007 году компания подала на него иск на 10 миллионов долларов, обвинив физика в передаче секретной информации конкурентам.